# Pseudonicsara pugio
Pseudonicsara pugio är en insektsart som beskrevs av Sigfrid Ingrisch 2009. Pseudonicsara pugio ingår i släktet Pseudonicsara och familjen vårtbitare. Inga underarter finns listade i Catalogue of Life.